# Chorasmië

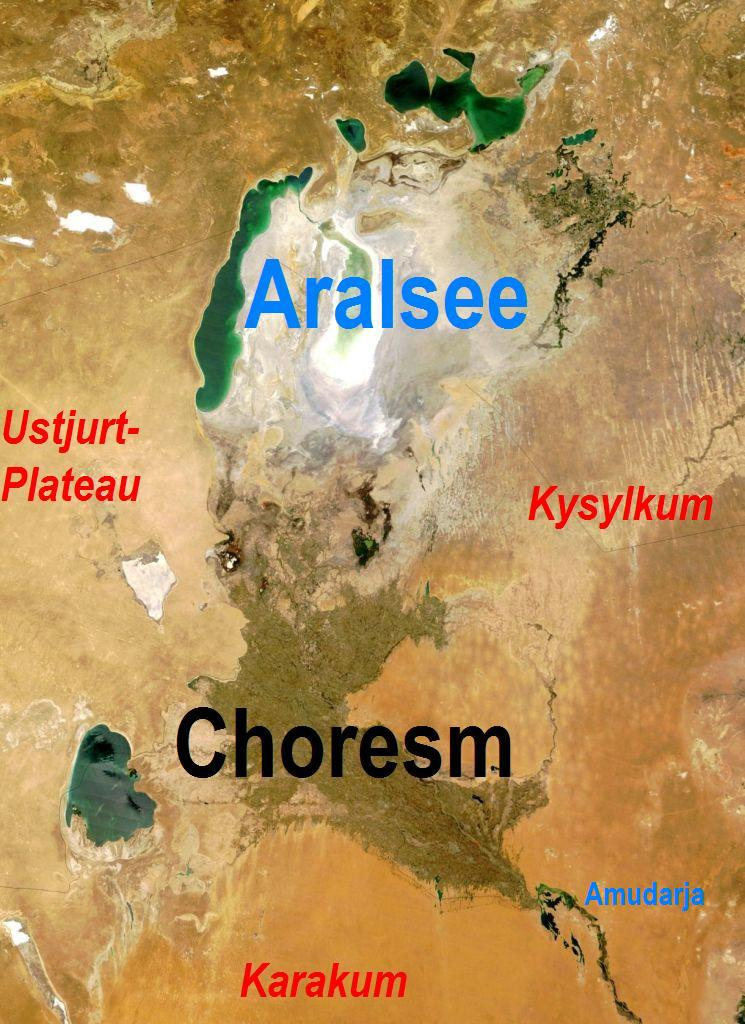
Chorasmië op een satellietbeeld uit 2009

Chorasmië (Perzisch/Arabisch: خوارزم, Ḫvārazm of Ḫwārizm; Oezbeeks: Xorazm; wordt ook gespeld als Khwarezm) is een historisch landschap in het westen van Centraal-Azië. Het is een nu deels tot Oezbekistan, deels tot Turkmenistan behorende grote oase aan de benedenloop en monding van de Amu Darja (Oxus). In het noorden wordt ze begrensd door het Aralmeer, in het westen door het Oestjoertplateau, in het zuidwesten door het Sarygamysj-meer, in het zuiden door de Karakoem, en in het oosten door de Kyzylkoem-woestijn.
Küýzeligyr in het huidige Turkmenistan is voorgesteld als locatie van de oorspronkelijke hoofdstad Chorasmia.

## Naam en etymologie
De Arabische geograaf Yaqut al-Hamawi schreef in zijn Mu'jem al-baladan dat de naam "Chwarezm" een samenstelling van het Perzische "Chwar" (خور), en "-razm" (رزم) was, een verwijzing naar de overvloed aan "gekookte vis" die er het voornaamste deel van het dieet uitmaakte.
Een waarschijnlijkere vertaling is "laagland", van de Perzische samenstelling chwar/char ("laag") en zam/zem ("aarde" of "land"). Chorasmië is de meest laaggelegen regio van Centraal-Azië (met uitzondering van de Kaspische Zee aan de uiterste westzijde).
De naam verschijnt in Achaemenidische inscripties als Huvarazmish, als onderdeel van het Perzische Rijk. Met uitzondering van de Parthische en de Seleucidische periodes, toen het gebied geregeerd werd door lokale stamhoofden, is Chorasmië gedurende vele eeuwen min of meer politiek onderdeel van Perzië gebleven, als satrapie, geallieerd kanaat, een onderdeel van Groot Chorasan of als een directe provincie tot 1878, toen Rusland de gehele regio annexeerde. Chorasmië is echter altijd onderdeel gebleven van de Perzische culturele invloedssfeer.
Sommige mensen geloven dat Chorasmië overeenkomt met het Aryavarta uit de oude Avestische teksten. Oud Urgench, vele jaren de hoofdstad van Chorasmië, zou dan geïdentificeerd kunnen worden met Ourva, het achtste land van Ahura Mazda. Anderen menen echter dat dit gelokaliseerd dient te worden in het huidige Afghanistan, waarvan het noordelijke gedeelte een onderdeel van het oude Chorasmië en Groot-Chorasan was.

## Geschiedenis

### Prehistorie
Tijdens de bronstijd was Chorasmië net als Sogdië een uitbreiding van de Oxuscultuur, die later vermengd werd met de Indo-Iraniërs tijdens hun migraties rond 1000 voor Christus. Uit deze culturele uitwisseling kwamen de vroege ijzertijd-staten voort.
Opeenvolgende culturen in Chorasmië van 3000-500 v.Chr. waren:
- Kelteminarcultuur, ca. 3000 v.Chr.
- Soejargancultuur ca. 2000 v.Chr.
- Tazabagjabcultuur, ca. 1500 v.Chr.
- Amirabadcultuur ca. 1000 v.Chr.
- Koejoesajcultuur en de komst van de Saken, c. 500 v.Chr.

Tijdens de Sakische fase waren er ongeveer 400 nederzettingen in Chorasmië. Vanaf dat punt wordt Chorasmië met de Achemenidische expansie in de annalen vermeld.

### Vroegste geschiedenis
De bewoners in de vroegste historie waren van Iraanse afkomst en spraken een Oost-Iraanse taal, het Chorasmisch. De 10e-eeuwse Chorasmiër Al-Biruni schreef dat het land van Afrasiab 980 jaar vóór Alexander de Grote, dat wil zeggen in 1292 v.Chr., voor het eerst werd gekoloniseerd toen de held van het Iraanse epische gedicht Siyâvash naar Chorasmië kwam. Zijn zoon Kai Chosrow besteeg de troon 92 jaar later, in 1200 voor Christus. Hij noemde echter alleen namen na het aantreden van de Afrighiden-dynastie die hij in het jaar 616 van de Seleucidische jaartelling, dat wil zeggen in 305 AD plaatste. In zijn Athar ul-Baqiyah vermeldt hij expliciet de Iraanse afkomst van de Chorasmiërs.
Andere geografen, zoals Estachri in zijn Al-masalik wa al-mamalik, beweren dat het een deel van Chorasan en Transoxanië was.

### Klassieke oudheid
Onder de Achaemeniden werd Chorasmië net als Bactriana, Carmanië en de andere oostelijke provincies van het rijk geregeerd door Smerdis van Perzië. Ferdowsi noemt in zijn epische Sjahnama uitvoerig Perzische steden als Afrasiab en Tsjatsj.
Toen de koning van Chorasmië in 328 v.Chr. zijn vriendschap aanbood aan Alexander de Grote, beschreven de Griekse en Romeinse biografen van Alexander hem als een nomadische koning van een desolate woestijn. Moderne archeologen laten echter zien dat de regio een stabiel en gecentraliseerd koninkrijk was, een agrarisch land omgeven door de nomaden van Centraal-Azië, beschermd door haar leger van gepantserde ruiters. De gezanten van de koning boden aan om het leger van Alexander tegen hun eigen westelijke vijanden te leiden, ten noorden van de Kaspische Zee richting de Zwarte Zee. Alexander heeft beleefd geweigerd.
Tijdens de dynastieën van de Arsaciden en Seleuciden was Chorasmië vrijwel onafhankelijk. In de tijd van koning Varahran II maakten Chorasmië en het naastgelegen Bactrië deel uit van het rijk van de Sassaniden.

### Middeleeuwen

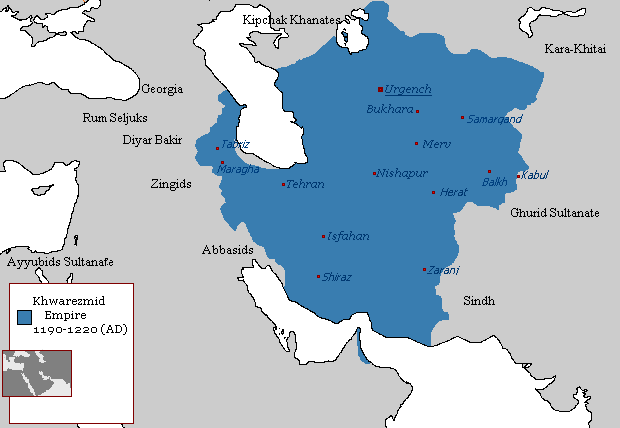
Het rijk van de Khwarazmiden (1190-1230)

Volgens Biruni werd het gebied van de 4e tot de 8e eeuw bestuurd door de Afrighiden.
Aangezien Chorasmië onderdeel uitmaakte van de Zijderoute, was het internationaal bekend en had verschillende namen in verschillende talen, inclusief Byzantijns Grieks, die de producten van de deze stad "Chalisios" noemden, de mannelijke vorm van "van de stad van Chalis". Volgens sommige historici werd het volk van Chorasmië in Byzantijnse bronnen uit die tijd aangeduid als Chaliziërs.
Laat in de 7e eeuw werd Chorasmië veroverd door de Arabische Abbasiden, en was het de geboorteplaats van de grote Perzische wiskundige Al-Chwarizmi.
Rond 1141 nam Yelü Dashi de macht over in Chorasmië, waardoor het onderdeel werd van het kanaat van de Kara-Kitan.
In de 12e eeuw kwamen de Khwarazmiden op, die in de vroege 13e eeuw onder Ala ad-Din Muhammad II over geheel Perzië heerste.
Van 1218 tot 1220 lanceerde Dzjengis Khan zijn invasie van Centraal-Azië en vernietigde het kanaat van Kara-Kitan en het rijk van de Khwarazmiden, inclusief de hoofdstad Oud Urgench. Chorasmië werd deel van het kanaat van Chagatai, en de hoofdstad Oud Urgench werd herbouwd totdat ze weer opleefde als een van de belangrijkste handelscentra van Centraal-Azië.
Timoer Lenk beschouwde Chorasmië steeds meer als een rivaal voor Samarkand, en in vijf campagnes zorgde hij voor de totale verwoesting van Oud Urgench in 1388. Mede door een verplaatsing van de rivierloop van de Amu Darja volgde een verplaatsing van het centrum van Chorasmië naar Xiva, en in de 16e eeuw stond het gebied bekend als het kanaat Xiva, geregeerd door een tak van het kanaat Astrachan uit de dynastie van Djengis Khan.

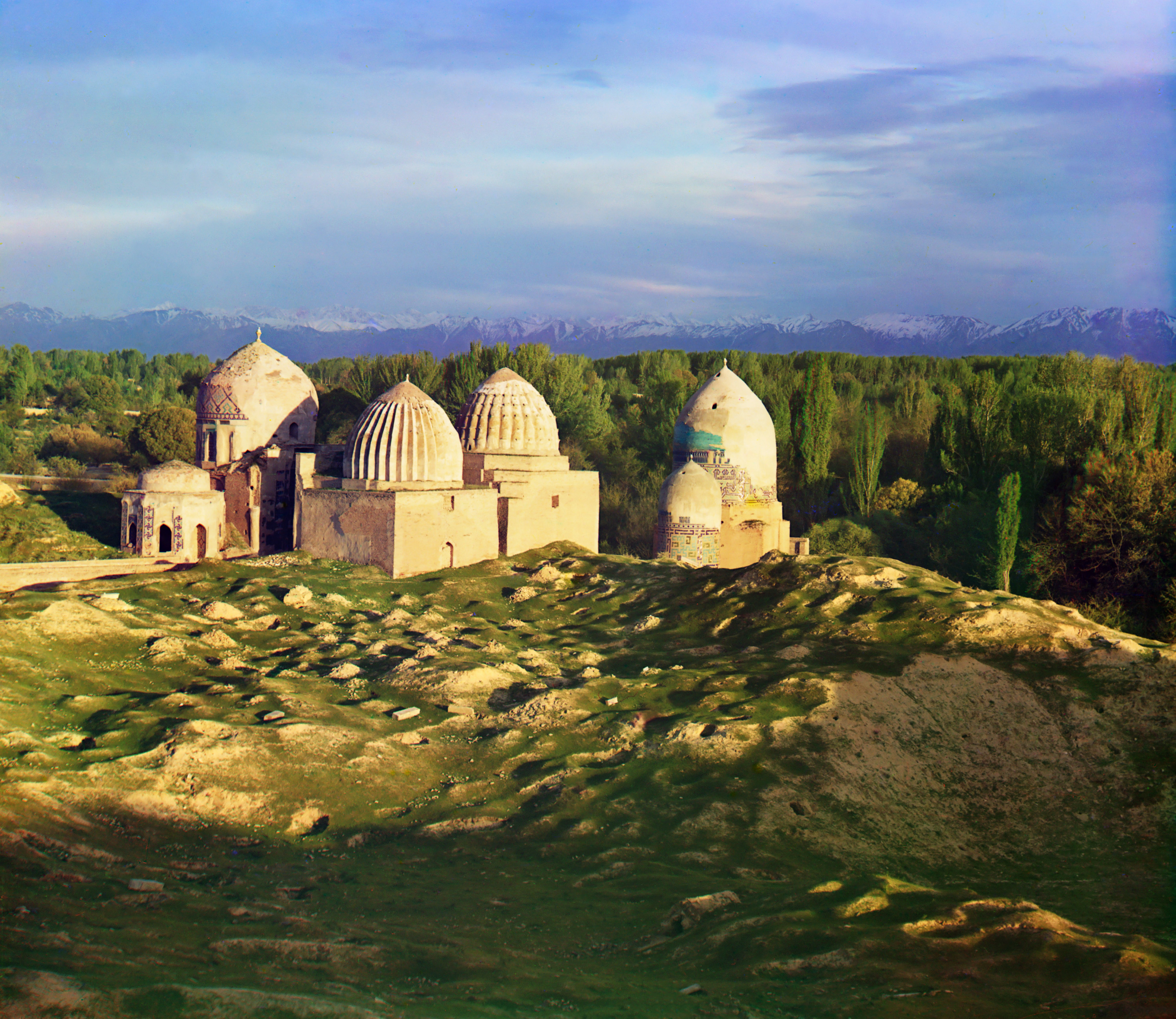
Masjed-i Shah-i Zendeh "Moskee van de onsterfelijke Koning" Samarkand
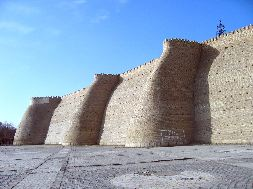
Arg-i Bukhara Citadel van Buchara vergelijkbaar met de Arg-é Bam of Arg-i Rayen in Kerman

### Moderne tijd

Vlag van Xiva voor 1917

De ontdekking van goud op de oevers van de Amu Darja tijdens de regeerperiode van de Russische tsaar Peter de Grote, samen met het verlangen van het Russische Rijk om een handelsroute naar India te openen, gaf aanleiding tot een bewapende handelsexpeditie naar de regio, geleid door prins Aleksandr Bekovitsj-Tsjerkasski. Hij werd echter teruggeslagen door Xiva.
Het was pas onder Alexander II en Alexander III dat er serieuze pogingen ondernomen werden om de regio te annexeren. In 1839 botsten de belangen van Rusland met die van het Britse Rijk in The Great Game, hetgeen leidde tot de Eerste Anglo-Afghaanse Oorlog.
Door de Russische expansie in Centraal-Azië (inclusief Chorasmië) was het kanaat Xiva langzamerhand in omvang gereduceerd en in 1873 werd een vredesverdrag gesloten dat van Xiva een quasi-onafhankelijk Russisch protectoraat maakte.
Na de machtsovername van de bolsjewieken in de Oktoberrevolutie ontstond voor korte tijd de Chorasmische Sovjet Volksrepubliek (later de Socialistische Sovjetrepubliek Chorasmië) uit het territorium van het oude kanaat Xiva, voordat het in 1924 uiteindelijk opgenomen werd in de Sovjet-Unie.
Noordelijk Chorasmië werd de Oezbeekse SSR, in 1925 werd het westelijke gedeelte de Turkmeense SSR en in 1936 werd oostelijk Chorasmië de Tadzjiekse SSR. Na de ineenstorting van de Sovjet-Unie in 1991 werden deze respectievelijk Oezbekistan, Turkmenistan en Tadzjikistan.
Zuidelijk Chorasmië is vandaag de dag een deel van Iran. Veel van de oude Chorasmische steden bevinden zich in de provincie Xorazm in Oezbekistan.
Het huidige Chorasmië heeft een gemengde bevolking van Oezbeken, Karakalpakken, Turkmenen, Perziërs, Tadzjieken en Kazachen.